# 211 공정
211 공정(중국어 정체자: 211工程, 병음: 211 gōngchéng, 영어: Project 211)은 1995년 중화인민공화국 교육부 장관에 의하여 높은 수준의 대학의 연구 기준을 상승시키고 경제,사회의 상호 발전 전략을 도모하기 위하여 착수된 국립 주요 4년제 대학과 2-3년제 전문 대학의 프로젝트이다. 이 프로젝트의 첫 단계인 1996년부터 2000년까지, 22억 달러 가까이 기여되었다.
2008년까지 중국은 특정한 과학적,기술적, 인간 자원의 기준을 충족시키고, 진보된 수준의 프로그램을 제공하는 116개의 고급 교육 연구소 (약 6퍼센트 정도)를 211 공정의 연구소로서 지명해왔다. 211 공정 학교는 4/5의 박사 학위를 가진 학생들, 2/3의 졸업생들, 유학생들의 절반, 그리고 1/3의 학부생들을 훈련시키는데 책임을 맡았다. 그들은 85%의 국가의 주요 문제를 제공하고, 96%의 국가 주요 연구소를 가지고 있었으며, 70%의 과학 연구 기금을 소비하였다.
프로젝트의 이름은 "面向21世纪，办好100所高校 (21세기를 위한 준비, 성공적으로 100개의 대학을 육성하자) 라는 문구를 줄인 것에서 가져왔다. 100은 준비가 되고 있는 대학들의 거의 정확한 수였다.
2014년 이후에, 211 공정은 예전만큼 잘 언급되지 않았으며, 점진적으로 'Plan 111'(대학교에 교육법에 재능이 있는 사람들을 소개하는 프로그램)으로 불리는 새로운 프로그램에 의해 성공되었다.
2017년 9월에 쌍일류 이라고 불리는 관련 프로그램이 발표되었다. 그것은 대학들의 순위를 매기기 위한 새로운 방식을 나타내었는지, 211 공정과 985 공정을 대체하는 것이었는지 불확실하였다.

## 중국의 대학교 목록
- 안후이 대학
- 하이난 대학
- 산시사범대학
- 하얼빈 대학
- 난창 대학
- 란저우 대학
- 난카이 대학교
- 화난사범대학
- 허하이 대학
- 화중농업대학
- 푸단 대학
- 칭하이 대학
- 동화 대학
- 베이징과학기술대학
- 하얼빈 공업대학
- 산동 대학
- 쓰촨 대학교
- 톈진 대학
- 닝샤 대학
- 베이징 외국어대학
- 상하이국제대학
- 베이징포레스트리대학

## 기타
- 985 공정
- 863 Program (863 프로그램)
- Chinese university ranking (Chinese Academy of Management Science) (중국의 대학교 순위)
- Science and technology in China (중국의 과학과 기술)
- 구교연맹 (C9)

## 같이 보기
- 구교연맹